# Bokod, Ungern
Bokod är en ort i Ungern.   Den ligger i provinsen Komárom-Esztergom, i den västra delen av landet, 60 km väster om huvudstaden Budapest. Bokod ligger 201 meter över havet och antalet invånare är 2 229.
Terrängen runt Bokod är platt, och sluttar norrut. Runt Bokod är det ganska tätbefolkat, med 207 invånare per kvadratkilometer. Närmaste större samhälle är Tatabánya, 15,0 km nordost om Bokod. Trakten runt Bokod består till största delen av jordbruksmark.